# زمو ناتانبی
زمو ناتانبی (گرجی: ზემო ნატანები) یک روستا در شهرداری ازورگتی ناحیه گوریا در غرب گرجستان است.